# Chiesa di San Pietro (Carpenedolo)
La chiesa di San Pietro è un edificio religioso di Carpenedolo, in provincia di Brescia.

## Storia e descrizione
Conosciuta localmente come chiesa di San Gottardo, si trova al di fuori del centro abitato, sulla strada per Calvisano. Di antica origine fu pesantemente rimaneggiata nel 1692, con la demolizione dell'originaria abside, sostituita da un ingresso con piccolo portico, mentre l'altare venne ricostruito sul lato opposto.
L'arco che collegava l'abside alla navata (con iscrizione che lo data al 1475) è decorato con motivi vegetali. Fu modificata anche la copertura dell'edificio, con la realizzazione di un arco centrale più alto e con l'inserimento di semicolonne sulle pareti.
Sulle pareti, parzialmente coperti dalle colonne seicentesche sono affreschi quattrocenteschi, restaurati nel 2001, datati al 1474 da un'iscrizione sulla bordura superiore della parete meridionale. Si conservano sul lato sud la Fuga in Egitto e sul lato nord una Crocifissione e San Pietro. Le figure di Sant'Antonio abate, San Bernardino e ancora Sant'Antonio abate sono dello stesso periodo ma di altra mano. Un altro affresco, di epoca successiva (San Gregorio papa e le anime purganti), si conserva presso il presbiterio. Sugli affreschi sono presenti scritte graffite dai devoti che invocavano la protezione dei santi, che ricordano le epidemie di peste del 1576 e del 1630
Il nuovo altare presenta una decorazione in stucco, un tabernacolo in legno dipinto e una pala d'altare (Madonna con Bambino con i santi Pietro e Paolo e il ritratto del committente, identificato da un'iscrizione come Faustino Ceruto, rettore di San Pietro, e datato al 1680. Alla sinistra dell'altare è presente un piccolo reliquario in forma di tabernacolo, dove l'iscrizione riporta che vi sono conservate reliquie dei santi Pietro papa apostolo, Gottardo e Rocco.
Nella piccola sacrestia si trova un affresco con Crocifissione, sacerdote inginocchiato in preghiera e morte con la falce.
Il piccolo campanile ospita due campane e un'iscrizione ne ricorda il restauro nel 1865.